# Relevo de Portugal

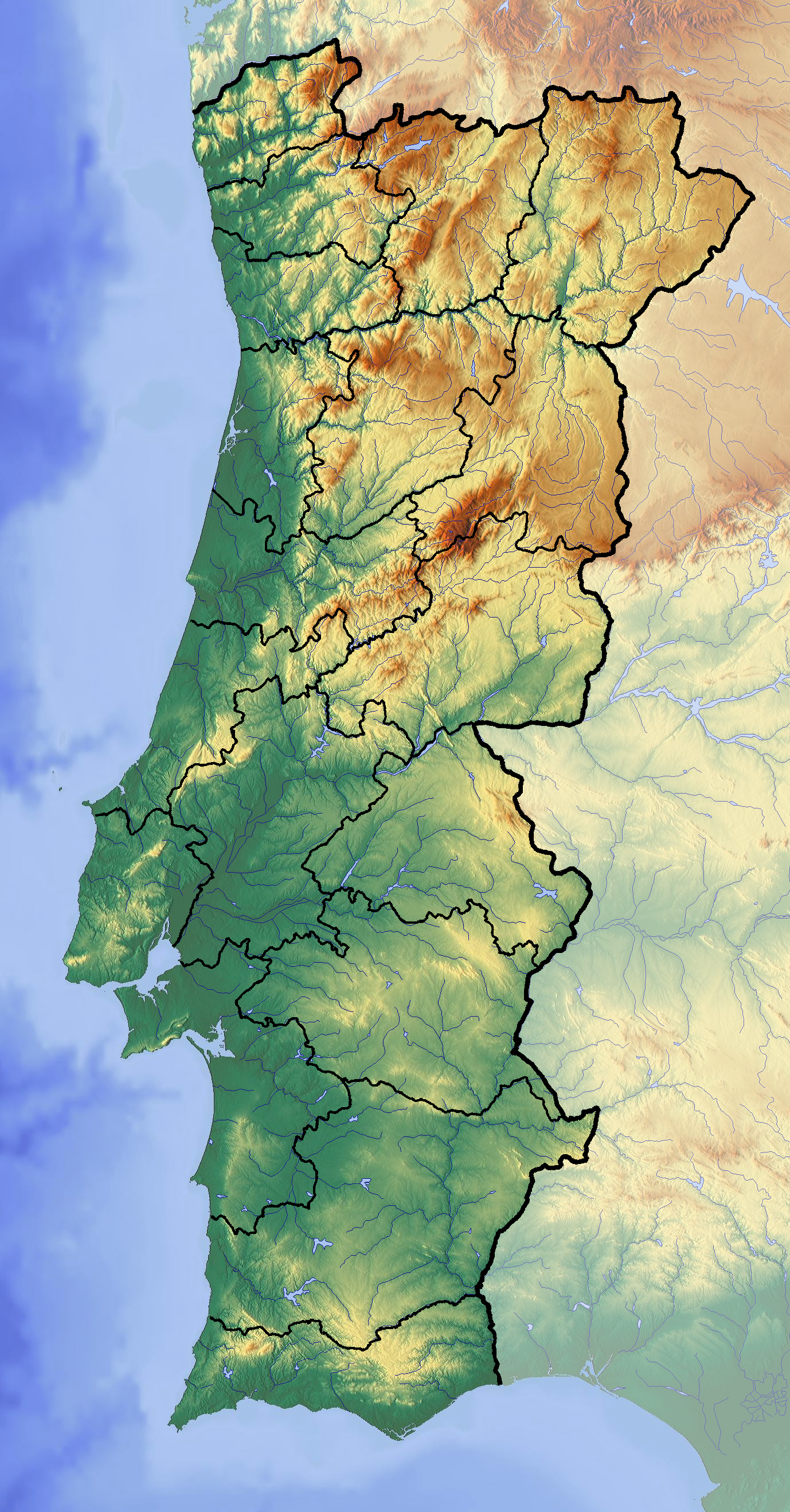
Mapa Topográfico de Portugal

O Relevo de Portugal é marcado por uma variedade impressionante de paisagens e formações geológicas, que vão desde planícies costeiras até montanhas imponentes. Localizado na parte sudoeste da Europa, na parte leste da Península Ibérica, Portugal possui uma topografia diversificada que desempenha um papel significativo em sua geografia, clima, ecossistemas e vida cotidiana de seus habitantes.
Planícies Costeiras e Terras Baixas
As vastas planícies costeiras de Portugal, especialmente ao longo da região do Alentejo e do Algarve, oferecem um cenário de beleza serena e são áreas cruciais para a agricultura e turismo. Essas terras baixas são caracterizadas por solos férteis e um clima mediterrâneo, tornando-as ideais para o cultivo de produtos agrícolas como azeitonas, uvas e cereais.
Serras e Cordilheiras
No interior de Portugal, encontramos uma série de serras e cordilheiras que atravessam o país, contribuindo para sua paisagem montanhosa e oferecendo oportunidades para atividades ao ar livre, como caminhadas e escaladas. A Serra da Estrela, localizada na região central do país, é a mais alta de Portugal continental, culminando no ponto mais alto da nação, a Torre, com cerca de 1.993 metros de altitude.
Planaltos e Vales
Além das serras, Portugal é pontilhado por planaltos e vales que oferecem uma topografia diversificada. O Planalto da Beira Alta, por exemplo, localizado a leste da Serra da Estrela, é uma área de planalto ondulado e fértil, conhecida por suas vinhas e olivais. Os vales do rio Douro e do rio Tejo, que cortam o país de norte a sul, são famosos por suas paisagens deslumbrantes e pela produção de vinho do Porto e vinho verde.
Arquipélagos dos Açores e da Madeira
Além do continente, Portugal também inclui os arquipélagos dos Açores e da Madeira, que apresentam um relevo vulcânico impressionante. As ilhas dos Açores são dominadas por picos vulcânicos, lagos de cratera e paisagens verdejantes, enquanto a Madeira é conhecida por suas montanhas escarpadas, vales profundos e florestas exuberantes.
O relevo de Portugal é uma característica geográfica fascinante que contribui para a diversidade e beleza natural do país. Desde suas planícies costeiras até suas montanhas imponentes, Portugal oferece uma rica variedade de paisagens e oportunidades para explorar e desfrutar da natureza. Este rico mosaico de formas de relevo não só moldou a geografia do país, mas também desempenhou um papel importante na história, na cultura e na identidade de Portugal e de seu povo.